# Raisz György
Lublóvári Raisz György Félix (1781. – 1861. december 18.) az ólublói vár birtokosa, Szepes vármegyei nemesi pénztárnok.

## Élete

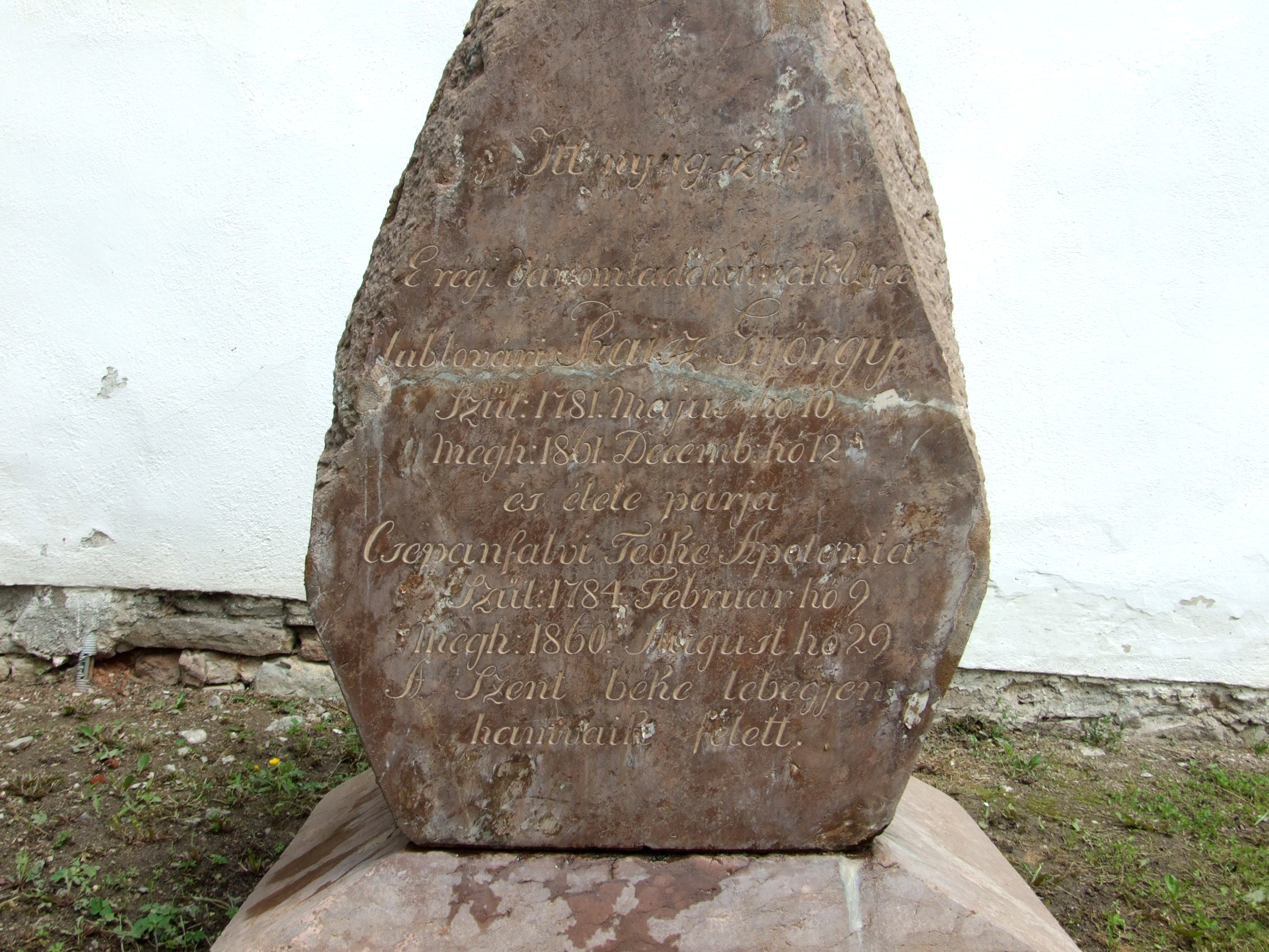
Sírköve az ólublói várban

A kassai és lublóvári Raisz család 1609-ben II. Mátyás királytól kapott címereslevelet. A család egyik őse, Raisz János a törökök és Bocskai elleni hadjáratokban szerzett érdemeiért kapta a nemességet, feleségével, Ugróczi Borbálával együtt. Szépunokája György táblabíróként, valamint a gróf Csáky család jogigazgatójaként tevékeny részt vállalt a Szepes megyei közéletben. Jelentős adakozást tett a megyében éhínséggel küszködők számára, és hozzájárult a franciák elleni hadjárat kiadásaihoz is. Érdemeiért a magyar királyi kancellária 1794-ben és 1815-ben elismerésben részesítette. 
Apja Raisz György táblabíró, anyja a Petyko családból származott. 1809-ben az nemesi felkelő sereg felszerelésében és 1831-ben a kolera- és parasztlázadás leverésében szerzett érdemeket.
1819-ben 57 ezer aranyért vásárolta meg az ólublói várat a kassai kamarától, melyre 1825-ben "vegyes királyi adományt" szerzett. 1827-től a váruradalomhoz tartozó birtokokat Lublóváralját és Komlóskertet is igazgatta.
Halála után a vár 1880-tól Ólubló város, majd két évre rá Zamoyski András lengyel gróf birtokába került. Az ő családja birtokolta egészen 1945-ig.

## Családja
Testvére Raisz Ágoston Szepes vármegyei levéltárnok volt. 1805-től felesége csépánfalvi Teőke Apollónia. Sírkövük a lublói vár udvarán látható. Fiuk Raisz Szilárd (1819-1893) királyi táblabíró.

## Külső hivatkozások
- Ľubovnianske múzeum
- Raisz György képe
- A lublói vár vendégkönyve[2]
- zivot.pluska.sk